# 19 Lyrae
19 Lyrae, som är stjärnans Flamsteed-beteckning är en ensam stjärna i den mellersta delen av stjärnbilden Lyran, som också har variabelbeteckningen V471 Lyr. Den har en genomsnittlig skenbar magnitud på ca 5,93 och är mycket svagt synlig för blotta ögat där ljusföroreningar ej förekommer. Baserat på parallax enligt Gaia Data Release 2 på ca 3,5 mas, beräknas den befinna sig på ett avstånd på ca 940 ljusår (ca 289 parsek) från solen. Den rör sig närmare solen med en heliocentrisk radialhastighet av ca -30 km/s och kan komma så nära solen som 167 ljusår om ca 8,5 miljoner år.

## Egenskaper
19 Lyrae är en kemisk-magnetiskt ovanlig blå till vit jättestjärna av spektralklass B8 IIIp SiSr, som anger ett överskott av kisel och strontium i stjärnans spektrum. Den har en massa som är ca 3,8 solmassor, en radie som är ca 6,4 solradier och utsänder ca 397 gånger mera energi än solen från dess fotosfär vid en effektiv temperatur på ca 11 200 K.
Ljusvariationerna hos 19 Lyrae upptäcktes av J. E. Winzer 1974. Den är en roterande variabel av Alfa2 Canum Venaticorum-typ (ACV), som varierar mellan visuell magnitud +5,91 och 5,98 med en period av 1,160898 dygn. Dess ytmagnetiska fält har en styrka av (111,3 ± 56,9) × 10−4 T.